# Nemoura yunnanensis
Nemoura yunnanensis is een steenvlieg uit de familie beeksteenvliegen (Nemouridae). De wetenschappelijke naam van de soort is voor het eerst geldig gepubliceerd in 1939 door Wu.